# Трояны (Кобелякский район)
Трояны (укр. Трояни) — село,
Марковский сельский совет,
Кобелякский район,
Полтавская область,
Украина.

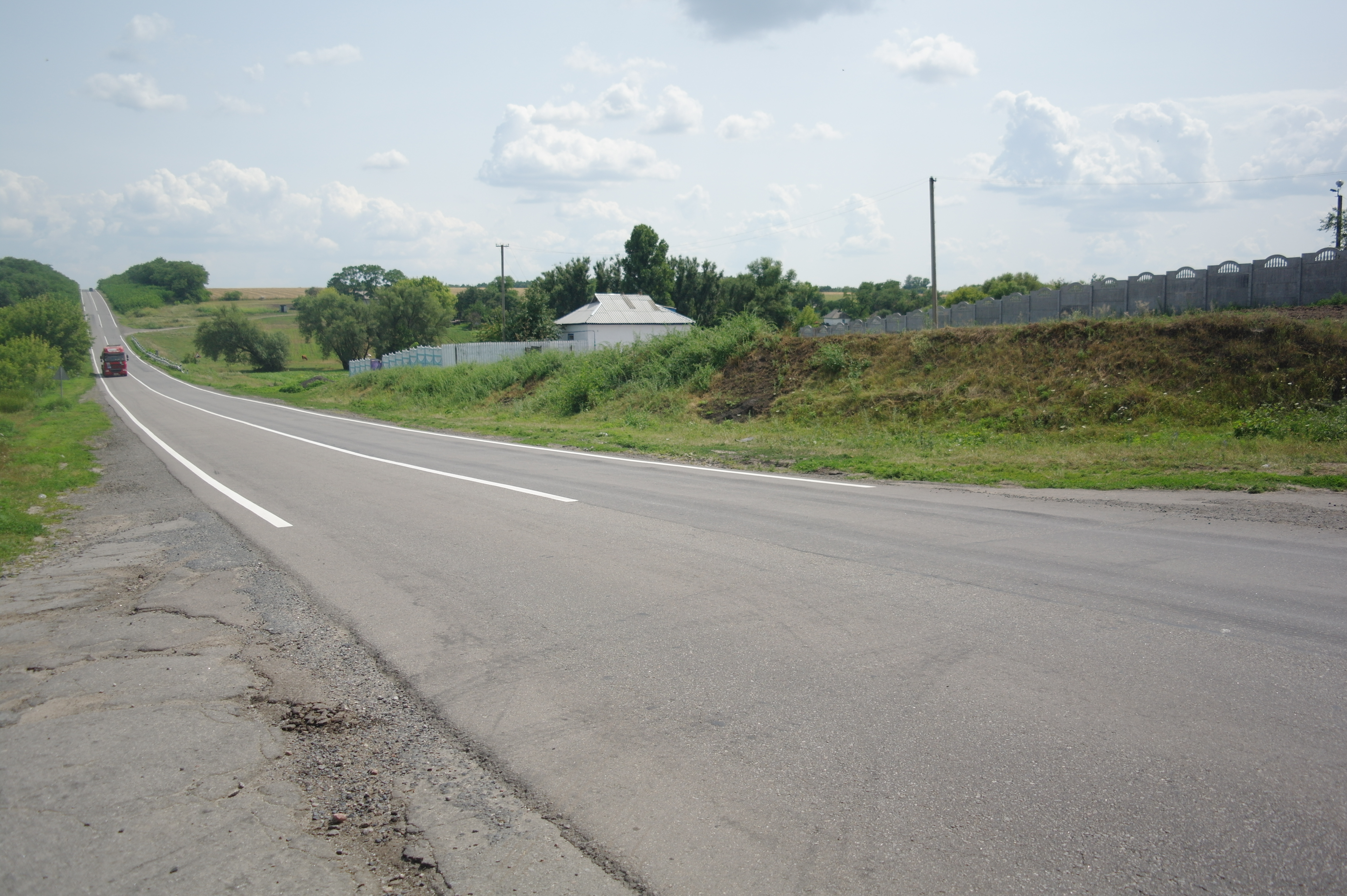
Автодорога Р 52 в селе

Код КОАТУУ — 5321884605. Население по переписи 2001 года составляло 196 человек.

## Географическое положение
Село Трояны находится в 2-х км от правого берега ручья Волчий, примыкает к сёлам Марковка и Дзюбановка (Козельщинский район). Через село проходит автомобильная дорога Р-52.